# Кэрри 2: Ярость
«Кэрри 2: Ярость» (англ. The Rage: Carrie 2) — американский фильм 1999 года, является продолжением классического фильма ужасов 1976 года «Кэрри» и почти никак не связан c оригинальным романом Стивена Кинга, экранизацией которого был тот фильм.
В то же время центральная сюжетная линия отдалённо основана на реальном инциденте, случившемся в городе Лейквуд, штат Калифорния, — 18 марта 1993 года Отдел Шерифа округа Лос-Анджелес арестовал девятерых учеников местной старшей школы, которые входили в группу «Spur Posse». Её члены использовали балловую систему оценки, чтобы отслеживать и сравнивать их сексуальные подвиги. Позже прокуроры сняли со всех, кроме одного (это был 16-летний парень, у которого был секс с 10-летней девочкой), арестованных все обвинения, поскольку, хотя большинство девушек, с которыми у них был секс, были несовершеннолетними, полиции не удалось найти доказательств того, что интимные контакты с ними были не по обоюдному согласию.
Из-за этого фильм изначально не задумывался как сиквел к книге Кинга, но позже продюсеры решили сделать его сиквелом, когда увидели, как близко он похож на книгу.

## Сюжет
Барбара Лэнг помещена в психушку с диагнозом «шизофрения» после того, как рисует красной краской в своей гостиной якобы барьер для того, чтобы защитить её дочь Рэйчел от демонов. Когда её увозят, один из полицейских хочет забрать Рэйчел, но та убегает от него, а двери комнат, через которые она пробегает, захлопываются за ней. Несколько лет спустя Рэйчел живёт в приёмной семье, которую больше интересует пособие для опекунов, чем сама Рэйчел. У Рэйчел есть любимая подруга Лайза, которая накануне теряет по любви девственность с футболистом Эриком. Бедная девушка не знает, что у футбольной команды их школы такое хобби — переспать с девушкой, за что получить соответствующее количество очков (о любви не идёт и речи). Узнав о реальном отношении Эрика к ней, Лайза с горя кончает с собой, бросившись с крыши на капот машины. Когда Рэйчел видит её труп, у неё от шока начинает просыпаться дремавший в ней до этого телекинез. Школьный психолог Сью Снелл, успокаивая девушку, обнаруживает это и рассказывает ей о том, как 20 лет назад Кэрри Уайт сожгла их школу и убила несколько человек с помощью телекинеза.
Между тем полиция пытается разгадать тайну самоубийства Лайзы, и Рэйчел отдаёт им фотографии, где она и Эрик запечатлена в ту ночь, когда переспали. Эрику грозит серьёзное наказание: ведь на момент секса ему было 18, а Лайзе — нет, из-за чего действия Эрика тянут на совращение малолетней, но, благодаря его влиятельному отцу, полиция только грозит Эрику пальцем. Узнав, что это Рэйчел вывела полицию на Эрика, команда решает проучить её, наведавшись ночью к ней домой, однако, Рэйчел, сама того не осознавая, спугивает их своими способностями. Узнав, что мать Рэйчел в психушке, Сью Снелл едет туда и узнаёт от той, что Барбара родила Рэйчел от Ральфа Уайта — отца Кэрри. Когда Сью пытается донести до Рэйчел правду, та ей не верит. По воле случая Рэйчел знакомится поближе с одним из футболистов, Джесси Райаном, который был единственным, кто не проявлял рвения в их игре за очки. Он по-настоящему влюбляется в Рэйчел, чем вызывает ненависть капитана их команды Марка (они даже дерутся), но затем последний внезапно извиняется перед Рэйчел и даже предоставляет ей и Джесси на время загородный дом их родителей, где парочка проводит вместе ночь. Марк и его команда тайком снимают это на видеокамеру, чтобы использовать в своих целях.
Рэйчел идёт на футбольную игру, чтобы полюбоваться на Джесси. После игры Марк уговаривает её пойти к нему домой на вечеринку по случаю выигрыша их команды. Джесси тем временем временно отвлекает черлидерша Трэйси, которая ревновала его к Рэйчел. На вечеринке Рэйчел напивается, и в разгар всего этого ребята запускают видеозапись их ночи с Джесси и выставляют всё так, будто Рэйчел была, как и Лайза, частью их игры по очкам за секс. Рэйчел даёт волю телекинезу, убив почти всех, кто был в доме и устроив там пожар. Между тем на дом к Марку прибегает Сью Снелл, которой до этого удалось тайком вытащить из психушки Барбару, но случайно попадает под атаку Рэйчел и тоже погибает. Рэйчел преследует главных зачинщиков заговора против неё — Монику, Эрика и Марка. Она заставляет очки Моники взорваться и та ослепшая, с выколотыми глазами, случайно стреляет Эрику в пах из гарпуна. Оставшись с Рэйчел один на один, Марк выстреливает в неё из ракетницы, чем серьёзно ранит, но Рэйчел удаётся затащить Марка в бассейн, который затем накрывает защитным брезентом, из-за чего Марк погибает от нехватки воздуха.
Барбара находит дочь, но изначально видит её в своём воспалённом мозгу, как всё ту же маленькую девочку. Но затем она видит реальную Рэйчел и в ужасе убегает, заявив, что та одержима демонами, оставив Рэйчел в горе одиночества. Когда приходят Джесси и Трейси, Рэйчел убивает последнюю, обрушив на неё горящую балку. Джесси пытается доказать Рэйчел, что он на самом деле любит её, но Рэйчел поначалу не верит ему, но затем всё же меняет мнение, когда видит на видеозаписи, как он признаётся в ту ночь ей в любви. Тогда Рэйчел спасает Джесси от горящей балки, приняв удар на себя. Она тоже признаётся ему в любви, они целуются, а затем Рэйчел выталкивает парня наружу с помощью телекинеза, после чего её поглощает огонь. Спустя год Джесси учится в университете, держа при себе пса Рэйчел, Уолтера, в память о девушке. Однажды ему снится сон, где к нему из окна спускается Рэйчел, они целуются, а затем она превращается в пепел и рассыпается. Джесси просыпается и смотрит на себя в зеркале.

## В ролях
- Эмили Бергл — Рэйчел Лэнг
- Джейсон Лондон — Джесс Райан, популярный спортсмен в которого влюбляется Рэйчел
- Дилан Бруно — Марк Бинг, спортсмен, в доме которого происходила вечеринка
- Захари Ти Брайан — Эрик Старк, спортсмен из-за которого Лиза покончила с собой
- Эми Ирвинг — Сьюзен Снелл, школьный психолог
- Дж. Смит-Камерон — Барбара Лэнг, мать Рэйчел
- Мена Сувари — Лиза Паркер, лучшая подруга Рэйчел
- Эдди Кэй Томас — Арнольд, приятель Рэйчел

Сиcси Спейсек, сыгравшей главную роль в фильме 1976 года, предлагали появиться в качестве камео, но она отказалась, однако в то же время дала добро на использование для флешбеков кадров с её участием.